# Adolfo Martín González
Adolfo Martín González (San Cristobal de la Laguna, 1910-1975), conocido deportivamente como Adolfo, es un exfutbolista español. Formó parte de la plantilla del Real Betis Balompié que obtuvo el título de liga en la temporada 1934-35.

## Biografía
El 27 de noviembre de 1932 en el estadio de San Mamés consiguió el primer tanto del Betis en primera división.
| Club                | País   | Año       |
| ------------------- | ------ | --------- |
| Real Club Victoria  | España | 1929-30   |
| Real Betis Balompié | España | 1930-1936 |

## Títulos
| Título | Club           | País   | Año  |
| ------ | -------------- | ------ | ---- |
| Liga   | Betis Balompié | España | 1935 |